# 渥美巌
渥美 巌（あつみ いわお、1947年（昭和22年）9月8日 - ）は、日本の政治家、行政書士。宮城県東松島市長（3期）。元・宮城県議会議員（6期）。

## 来歴
宮城県矢本町赤井（現・東松島市）出身。生家は農家。1966年（昭和41年）3月、宮城県石巻商業高等学校卒業。なお高校時代は軟式野球部主将として全国大会に出場している。矢本町役場に入庁し、学校給食センター所長、議会事務局長などを務めた。
1995年（平成7年）1月、退職。同年4月の宮城県議会議員選挙に立候補し初当選した。県議時代は自由民主党に所属した。
2017年（平成29年）2月27日、次期東松島市長選挙への出馬を表明。同年4月23日に行われた市長選挙に自民党・民進党・公明党の推薦を受けて立候補し、元市議の木村清一、元市議の五野井敏夫らを破り初当選した。投票率は62.65％。
2021年、無投票で再選。2025年、無投票で3選。